# Heteropoda mecistopus
Heteropoda mecistopus là một loài nhện trong họ Sparassidae.
Loài này thuộc chi Heteropoda. Heteropoda mecistopus được Mary Agard Pocock miêu tả năm 1898.